# Rock Dust Light Star
Rock Dust Light Star er funkbandet, Jamiroquais, syvende studiealbum, som blev udgivet den 1. november 2010.

## Tracklist
Standard Edition/Vinyl Edition
1. "Rock Dust Light Star" – 4:39
2. "White Knuckle Ride" – 3:33
3. "Smoke And Mirrors" – 4:30
4. "All Good In The Hood" – 3:35
5. "Hurtin'" – 4:15
6. "Blue Skies" – 3:51
7. "Lifeline" – 4:39
8. "She's A Fast Persuader" – 5:16
9. "Two Completely Different Things" – 4:25
10. "Goodbye To My Dancer" – 4:06
11. "Never Gonna Be Another" – 4:08
12. "Hey Floyd" – 5:09
13. "That's Not The Funk I Want" – 3:25 – (Japansk bonusnummer)

Deluxe Edition Extra Tracks
1. "All Good In The Hood" (Acoustisk version) – 3:39
2. "Angeline" – 3:29
3. "Hang It Over" – 4:50
4. "Rock Dust Light Star" (Live at Paleo) – 5:42
5. "White Knuckle Ride" (Alan Braxe Remix) – 3:17
6. "Blue Skies" (Fred Falke Remix) – 4:08